# Capture de conformation chromosomique
Vous pouvez aider à l'améliorer ou bien discuter des problèmes sur sa page de discussion.
- Son texte doit être wikifié : il ne correspond pas à la mise en forme Wikipédia (style, typographie, liens internes, liens entre les wikis, etc.). (Marqué depuis février 2025)
- La traduction doit être revue. Le contenu est difficilement compréhensible à cause d’erreurs de traduction, peut-être dues à l’utilisation d’un logiciel de traduction automatique. (Marqué depuis février 2025)
- Il est orphelin : moins de trois articles lui sont liés. Aidez à ajouter des liens en plaçant le code [[Capture de conformation chromosomique]] dans les articles relatifs au sujet. (Marqué depuis février 2025)

La capture de conformation chromosomique (souvent abrégées en technologies 3C ou méthodes 3C ) est un ensemble de méthodes de biologie moléculaire utilisées pour analyser l'organisation spatiale de la chromatine dans une cellule.
Ces méthodes quantifient le nombre d'interactions entre des loci génomiques proches tridimensionnellement, mais qui peuvent être séparés par de nombreux nucléotides sur le même chromosome ou se situer sur deux chromosomes différents. De telles interactions peuvent résulter de fonctions biologiques, telles que des interactions promoteur - amplificateur, ou de la formation d'une boucle d'ADN aléatoire, où le mouvement physique non dirigé de la chromatine provoque la collision des loci. Les fréquences d'interaction peuvent être analysées directement, ou elles peuvent être converties en distances et utilisées pour reconstruire des structures 3D.
La principale différence entre les méthodes basées sur les 3C réside dans leur portée. Par exemple, lors de l’utilisation de la PCR pour détecter une interaction dans une expérience 3C, les interactions entre deux fragments spécifiques sont quantifiées. En revanche, la méthode Hi-C quantifie les interactions entre toutes les paires possibles de fragments simultanément. Le séquençage en profondeur du matériel produit par la 3C produit également des cartes d’interactions à l’échelle du génome.

## Histoire
Historiquement, la microscopie était la principale méthode d'étude de l'organisation nucléaire.

## Méthodes expérimentales
Les différentes méthodes 3C dérivent d'un ensemble d’étapes similaires.
Tout d'abord, la chromatine est réticulée à l'aide de formaldéhyde, introduisant des liaisons qui « gèlent » les interactions entre les loci. Le traitement des cellules avec 1 à 3% de formaldéhyde, pendant 10 à 30 minutes à température ambiante, est le plus courant. Cependant, une standardisation pour empêcher une réticulation élevée des protéines et de l'ADN est nécessaire, car cela peut affecter négativement l'efficacité de la digestion par restriction dans l'étape suivante. Le génome est ensuite découpé en fragments à l'aide d'une endonucléase de restriction. La taille des fragments de restriction détermine la résolution du mappage d’interaction. Des enzymes de restriction qui effectuent des coupures sur des séquences de reconnaissance de 6 pb, telles que EcoR1 ou HindIII, sont utilisées à cette fin, car elles incisent le génome une fois toutes les 4 000 pb, ce qui donne environ 1 million de fragments dans le génome humain,. Pour une cartographie d'interaction plus précise, une enzyme de restriction reconnaissant 4 bp peut également être utilisé. L’étape suivante est la ligature basée sur la proximité. Cela se produit à de faibles concentrations d'ADN ou dans des noyaux intacts et perméabilisés en présence de T4 ADN ligase, de sorte que la ligature entre les fragments interagissants réticulés est favorisée par rapport à la ligature entre les fragments qui ne sont pas réticulés. Par la suite, les loci en interaction sont quantifiés en amplifiant les jonctions liguées par des méthodes PCR,.

### Méthodes originales

#### 3C (un contre un)
La technique de capture de conformation chromosomique (3C) quantifie les interactions entre une seule paire de loci génomiques. Par exemple, le 3C peut être utilisé pour tester une interaction promoteur-amplificateur présumée. Les fragments ligaturés sont détectés par PCR avec des amorces connues,. De ce fait, cette technique nécessite la connaissance préalable des régions en interaction.

#### 4C (un contre tous)
La capture de conformation chromosomique sur puce (4C) (également connue sous le nom de capture de conformation chromosomique circulaire) capture les interactions entre un locus connu et tous les autres loci du génome. Cette méthode implique une deuxième étape de ligation, pour créer des fragments d'ADN recircularisés, qui sont utilisés pour réaliser une PCR inverse. La PCR inverse permet d'utiliser la séquence connue pour amplifier la séquence inconnue qui lui est liée,,. Contrairement aux techniques 3C et 5C, la technique 4C ne nécessite pas de connaitre au préalable les deux régions chromosomiques pouvant entrer en interaction. Les résultats obtenus par 4C sont hautement reproductibles, la plupart des interactions étant détectées entre des régions proches les unes des autres. Sur un seul microarray, environ un million d’interactions peuvent être analysées[réf. nécessaire].

#### 5C (plusieurs contre plusieurs)
La copie carbone de capture de conformation chromosomique (5C) détecte les interactions entre tous les fragments de restriction dans une région donnée, la taille de cette région ne dépassant généralement pas une mégabase,. Cela se fait en liant des amorces universelles à tous les fragments. Cependant, la couverture du 5C est relativement faible. La technique 5C surmonte les problèmes de jonction à l’étape de ligature intramoléculaire et est utile pour construire des interactions complexes de loci d’intérêt spécifiques. Cette approche n’est pas adaptée à la conduite d’interactions complexes à l’échelle du génome, car cela nécessiterait l’utilisation de millions d’amorces 5C[réf. nécessaire].

#### Hi-C (tous contre tous)
La méthode de high throughput 3C, aussi appelée Hi-C, utilise le séquençage à haut débit pour trouver la séquence nucléotidique des fragments, et utilise le séquençage des extrémités appariées, qui récupère une courte séquence à chaque extrémité de chaque fragment ligaturé. Ainsi, pour un fragment ligaturé donné, les deux séquences obtenues doivent représenter deux fragments de restriction différents qui ont été ligaturés ensemble lors de l'étape de ligature basée sur la proximité. La paire de séquences est alignée individuellement sur le génome, déterminant ainsi les fragments impliqués dans cet événement de ligature. Par conséquent, toutes les interactions possibles par paires entre fragments sont testées.

### Méthodes basées sur la capture de séquences
Un certain nombre de méthodes utilisent la capture d'oligonucléotides pour enrichir les librairies 3C et Hi-C pour des loci d'intérêt spécifiques. Ces méthodes incluent le Capture-C, le NG Capture-C, le Capture-3C, le HiCap, le Capture Hi-C. et le Micro Capture-C. Ces méthodes ont une résolution et une sensibilité plus élevées que les méthodes basées sur 4C. Le Micro Capture-C fournit la résolution la plus élevée des techniques 3C disponibles et il est possible de générer des données de résolution de paires de bases.

### Méthodes à cellule unique
Les adaptations unicellulaires de ces méthodes, telles que ChIP-seq et Hi-C, peuvent être utilisées pour étudier les interactions se produisant dans des cellules individuelles,.

### Méthodes multi-interactions
Un certain nombre de méthodes séquencent simultanément plusieurs jonctions de ligature pour détecter des structures d'ordre supérieur dans lesquelles plusieurs régions de chromatine peuvent interagir. Ces méthodes comprennent le Tri-C, les 3way 4C/C-walks, et le multi-contact 4C (MC-4C).

### Méthodes basées sur l'immunoprécipitation

#### Boucle ChIP
La méthode de ChIP-loop combine 3C et ChIP-seq pour détecter les interactions entre deux loci d'intérêt médiées par une protéine d'intérêt,. La boucle ChIP peut être utile pour identifier les interactions cis à longue portée et les interactions trans médiées par les protéines, car les collisions fréquentes d'ADN ne se produiront pas[réf. nécessaire].

#### Méthodes à l'échelle du génome
Le ChIA-PET combine Hi-C avec ChIP-seq pour détecter toutes les interactions médiées par une protéine d'intérêt,. HiChIP a été conçu pour permettre une analyse similaire à celle du ChIA-PET avec moins de matériel d'entrée.

## Impact biologique
Les méthodes 3C ont conduit à un certain nombre de connaissances biologiques, notamment la découverte de nouvelles caractéristiques structurelles des chromosomes, le catalogage des boucles de chromatine et une meilleure compréhension des mécanismes de régulation transcriptionnelle (dont la perturbation peut conduire à des maladies).
Les méthodes 3C ont démontré l’importance de la proximité spatiale des éléments régulateurs avec les gènes qu’ils régulent. Par exemple, dans les tissus qui expriment les gènes de la globine, la région de contrôle du locus de la β-globine forme une boucle avec ces gènes. Cette boucle n'est pas présente dans les tissus où le gène n'est pas exprimé. Cette technologie a contribué à l’étude génétique et épigénétique des chromosomes, tant chez les organismes modèles que chez les humains. 
Ces méthodes ont révélé une organisation à grande échelle du génome en domaines topologiquement associés (TAD), qui sont en corrélation avec des marqueurs épigénétiques. Certains TAD sont transcriptionnellement actifs, tandis que d'autres sont réprimés. De nombreux TAD ont été trouvés chez D. melanogaster, la souris et l'homme. De plus, le CTCF et la cohésine jouent un rôle important dans la détermination des TAD et des interactions activateur-promoteur. Le résultat montre que l'orientation des motifs de liaison CTCF dans une boucle activateur-promoteur doit être face à face pour que l'activateur trouve sa cible correcte.